# Ghadames
Ghadames este un oraș oază în vestul Libiei. Se întinde pe o suprafață de 549 km, la sud-vest de Tripoli, lângă granițele cu Algeria și Tunisia.
Oaza are o populație de 7.000 de berberi. Cea mai veche parte a orașului, care este înconjurată de un perete, a fost declarată Patrimoniu Mondial de UNESCO. Fiecare din cele 7 clanuri care obișnuiau să locuiască în această parte a orașului avea propiul teritoriu, unde fiecare avea un loc public unde se puteau ține festivale. 

## Istorie

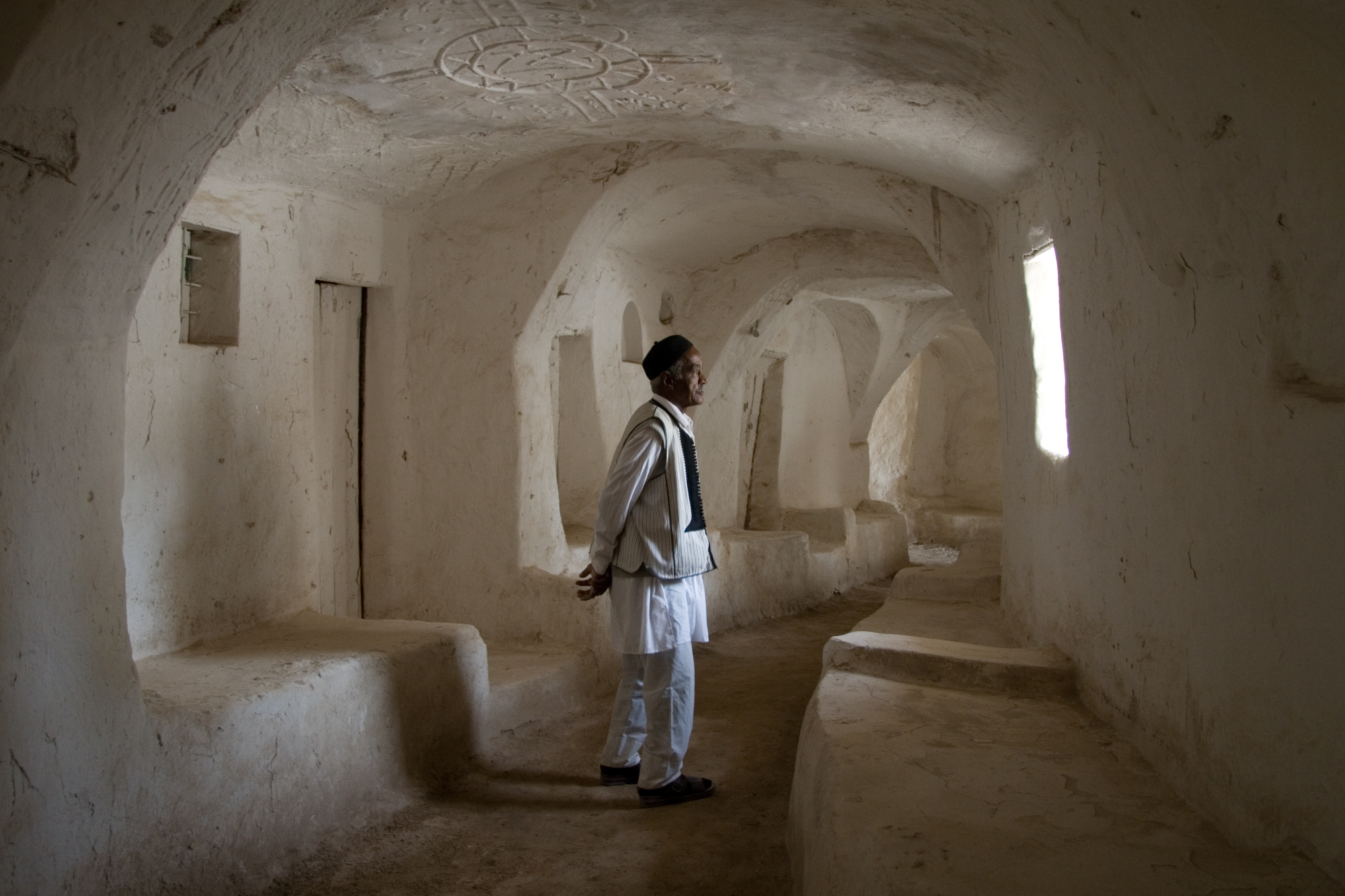
Ghadames, localitatea străveche libiană a deșertului, a fost concepută în așa fel încât să reziste condițiilor extreme ale climei sahariene. Locuințele sunt făcute din noroi, var și trunchiuri de palmier, aleile fiind acoperite între ele pentru a adăposti de-a binelea de arșița verii.

Primele date despre Ghadames sunt din perioada romană, când erau trupe în oraș din când în când. Numele roman al orașului era "Cydames". Pe durata sec al VI-lea d.C., un episcop locuia în oază, după ce populația a fost convertită la creștinism de misionarii bizantini. Pe durata sec. al VII-lea, locuitorii din Ghadames au fost conduși de arabi musulmani. Populația a fost rapid convertită la islamism, iar Ghadames a jucat un rol important ca bază pentru piața trans-sahariană până în sec. al XIX-lea.
În 1970, guvernul libian a construit case noi în afara părții vechi a orașului. Totuși, mulți dintre locuitori se întorc în vechea parte a orașului pe durata verii, deoarece arhitectura oferă o protecție mai bună împotriva climei dure. 